# Будиба, Махфуд
Махфуд Будиба (1966 - 2017) — алжирский шахматист, международный мастер (1988).
В составе сборной Алжира участник 2-х Олимпиад (1988, 1992) и 2-го командного чемпионата мира (1989) в Люцерне.